# Seladerma vulgaris
Seladerma vulgaris är en stekelart som först beskrevs av William Harris Ashmead 1902.  Seladerma vulgaris ingår i släktet Seladerma och familjen puppglanssteklar. Inga underarter finns listade i Catalogue of Life.